# Sala Kongresowa

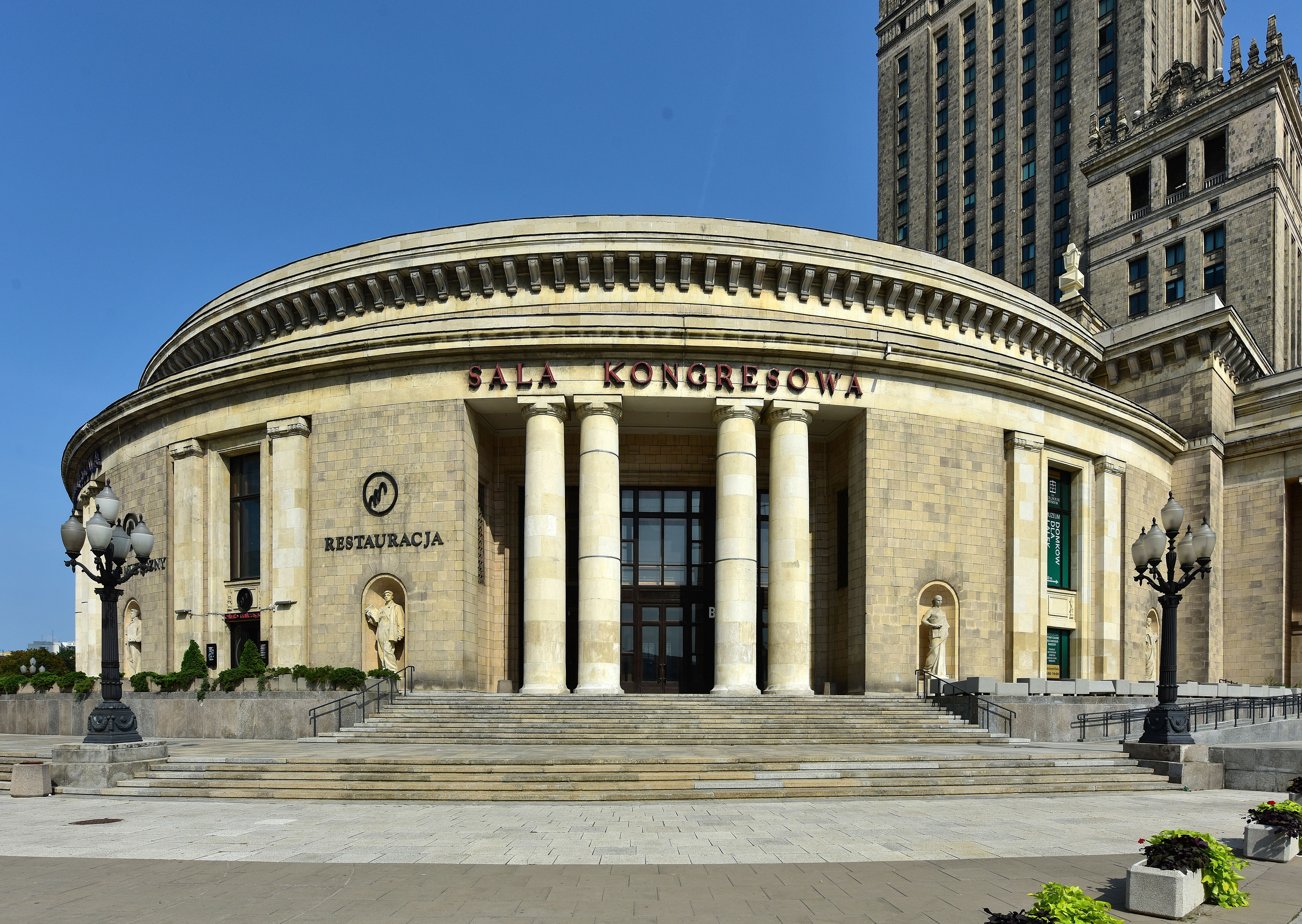
Sala Kongresowa, widok od południa (2018)

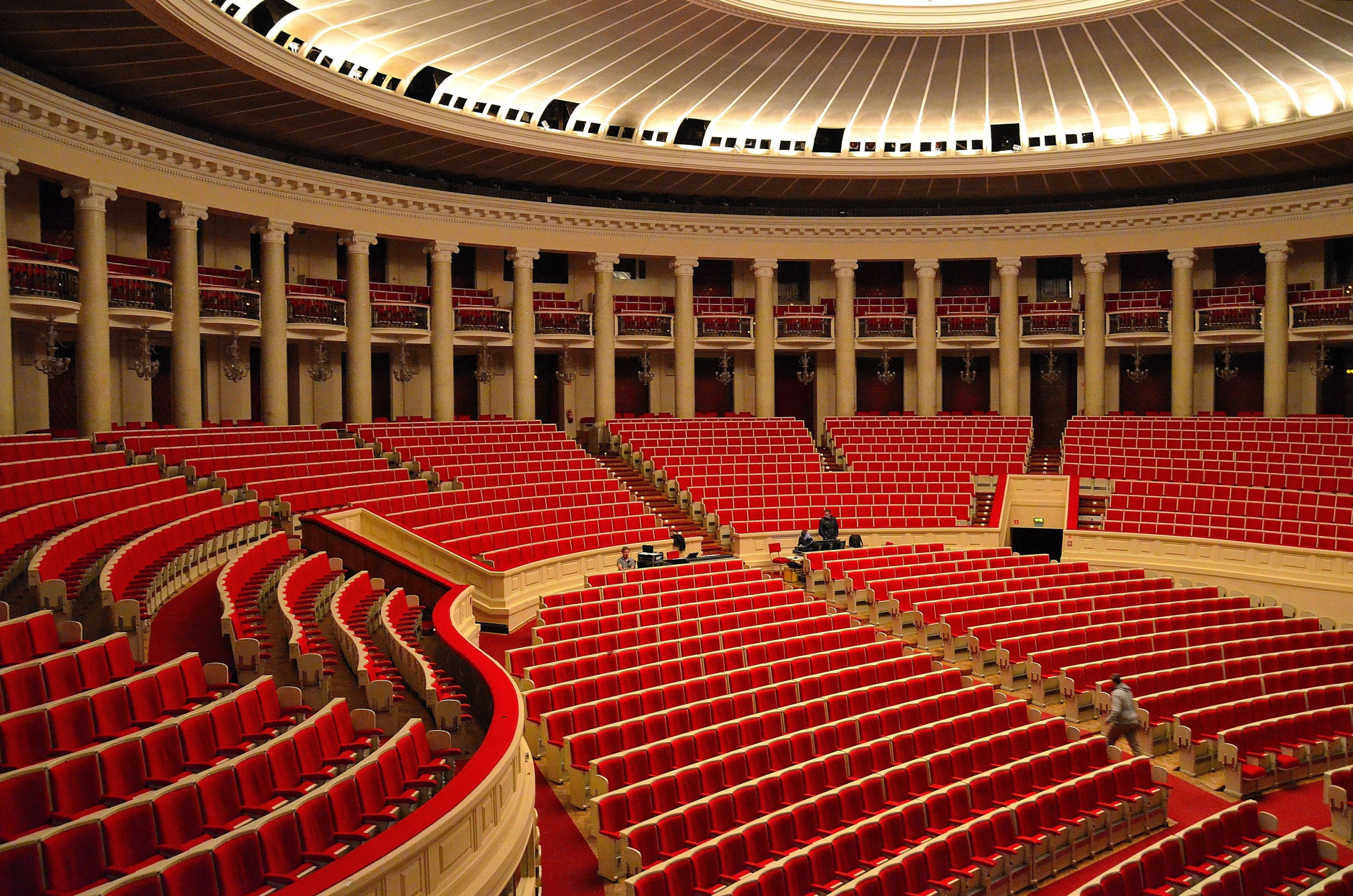
Wnętrze Sali Kongresowej (2011)

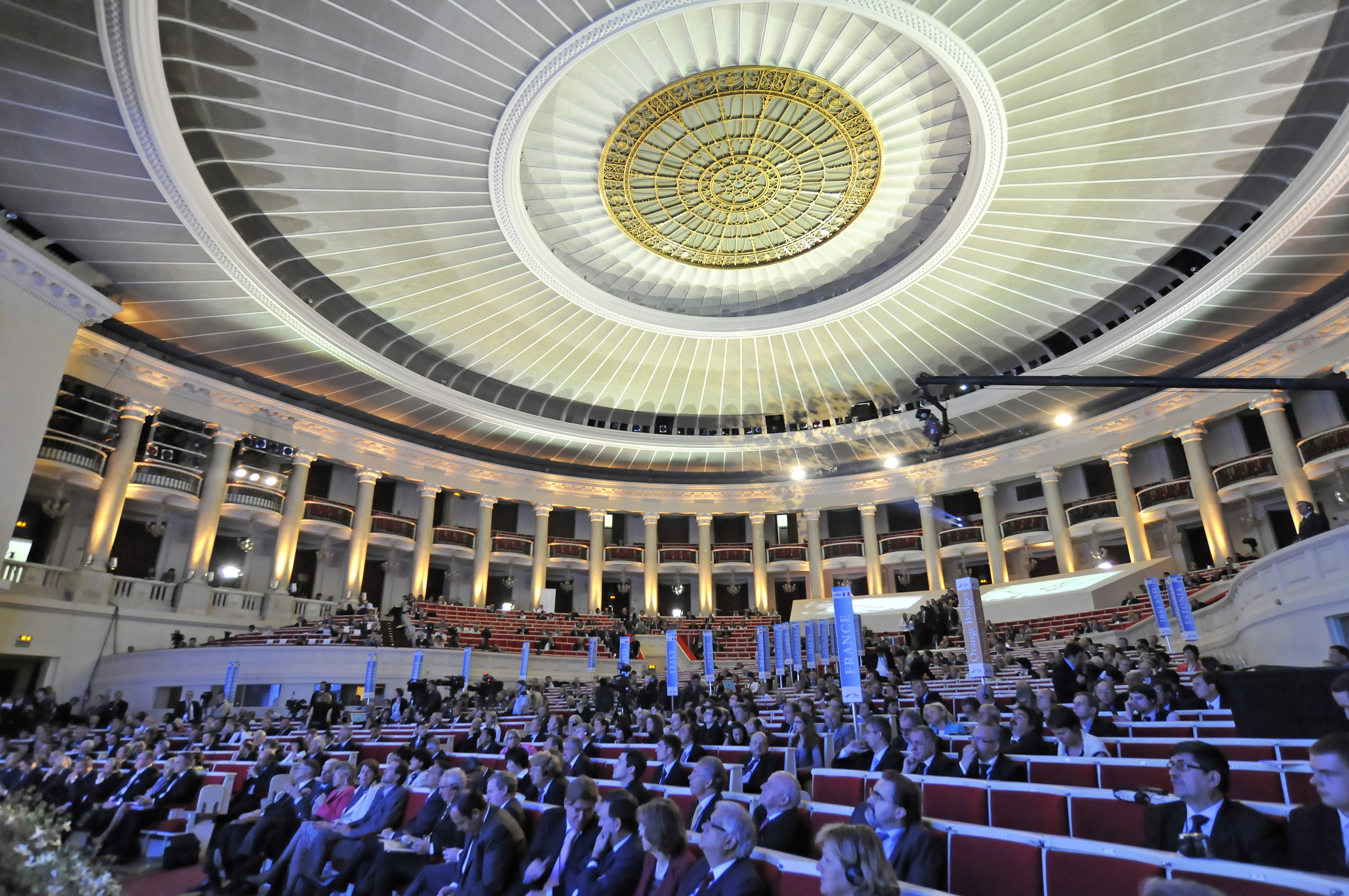
Widownia i sufit Sali Kongresowej

Sala Kongresowa – sala widowiskowa znajdująca się w Pałacu Kultury i Nauki w Warszawie.
W 2014 rozpoczęto remont Sali Kongresowej i od tego czasu pozostaje ona zamknięta.

## Opis
Sala może pomieścić 2880 widzów (miejsca na trzech poziomach: amfiteatr, loże, balkony). Zachowała oryginalny wystrój i wyposażenie wnętrz, głównie w stylu socrealistycznym, choć niektórzy historycy sztuki znajdują tu też elementy art déco.

## Historia
W czasach PRL odbywały się tu zjazdy PZPR oraz inne uroczyste imprezy tej partii i innych organizacji politycznych np. ZSL czy też PRON, ale także koncerty, m.in. The Rolling Stones w 1967 roku, co było jednym z pierwszych koncertów zachodniej grupy muzycznej za żelazną kurtyną. W Sali Kongresowej występowali także Marlena Dietrich, King Crimson, Procol Harum (trzykrotnie). Odbywały się tam m.in. cykliczne koncerty i festiwale. W foyer sali organizowane były wystawy i imprezy targowe.
We wrześniu 2006 w Sali Kongresowej odbyła się finałowa gala wyborów Miss World 2006. 7 lutego 2010 odbyło się tam uroczyste losowanie grup eliminacyjnych do piłkarskich mistrzostw Europy w 2012 roku.
Planowana przebudowa Sali Kongresowej na teatr muzyczny, wiążąca się ze zniszczeniem oryginalnego wystroju i wyposażenia, była jedną z przyczyn wpisania Pałacu Kultury w 2007 do rejestru zabytków.
8 marca 2008 Sala Kongresowa została zamknięta z powodu obaw o stabilność konstrukcji sufitu. Obiekt otwarto ponownie 11 marca.
13 lipca 2014 odbył się koncert Katie Melui. We wrześniu 2014 rozpoczęto remont obiektu w celu przystosowania go do wymogów przeciwpożarowych m.in. na nowe, wykonane z niepalnych materiałów, miały zostać wymienione wszystkie 2870 foteli. Koszt remontu miał wynieść ok. 45 mln zł, a sam obiekt miał zostać oddany do ponownego użytku po trzech latach. Okazało się jednak, że koszt i zakres prac były niedoszacowane, a wiosną 2016 ich wykonawca ogłosił upadłość. W grudniu 2017 zarząd spółki zarządzającej PKiN ogłosił przetarg na nową koncepcję modernizacji sali. Koszt remontu był szacowany na ponad 100 mln zł, a jego zakończenie na lata 2022–2024. W sierpniu 2018 Rada m.st. Warszawy przyznała na remont Sali Kongresowej kwotę 183 mln zł, która została wpisana do wieloletniej perspektywy finansowej. W 2019 rozstrzygnięto konkurs na projekt modernizacji sali. W 2021 okazało się, że kwota zarezerwowana przez miasto jest za mała. W październiku 2022 ze względu na brak pieniędzy anulowano kolejny przetarg na modernizację obiektu. W 2023 jako najwcześniejszy termin zakończenia remontu wskazywano 2026.